# Mirabilis jalapa
La bella di notte (Mirabilis jalapa L., 1753) è una pianta erbacea tuberosa appartenente alla famiglia delle Nictaginacee, originaria del Messico e dell'America centrale. L'epiteto specifico fa riferimento alla città di Jalapa, capitale dello stato di Veracruz.

## Descrizione
La pianta è erbacea, di norma tra i 30 e gli 80 cm di altezza, con foglie opposte. I fusti sono spessi, pieni, quadrangolari con molte ramificazioni e radicanti ai nodi. Il portamento spesso è prostrato.
I fiori sono imbutiformi e pentalobati, non hanno calice (sostituito da foglie bratteali) ma sono costituiti da una corolla, che può essere di vari colori (giallo, rosso, rosa, bianco).
I fiori si schiudono all'imbrunire ed emanano un profumo molto intenso che richiama le farfalle notturne (falene).
È usata in giardinaggio a costituire cespugli, o basse siepi fiorite.
La pianta predilige la piena esposizione al sole, ma tollera esposizione a mezza ombra. Spesso al sole le foglie appassiscono, per poi ritornare vigorose alla sera, quando le temperature iniziano a scendere e il sole tramonta. Non sopporta il freddo, la parte aerea con i primi geli deperisce e può morire, ma rimane vitale la parte sotterranea che può ritornare a vegetare a primavera.

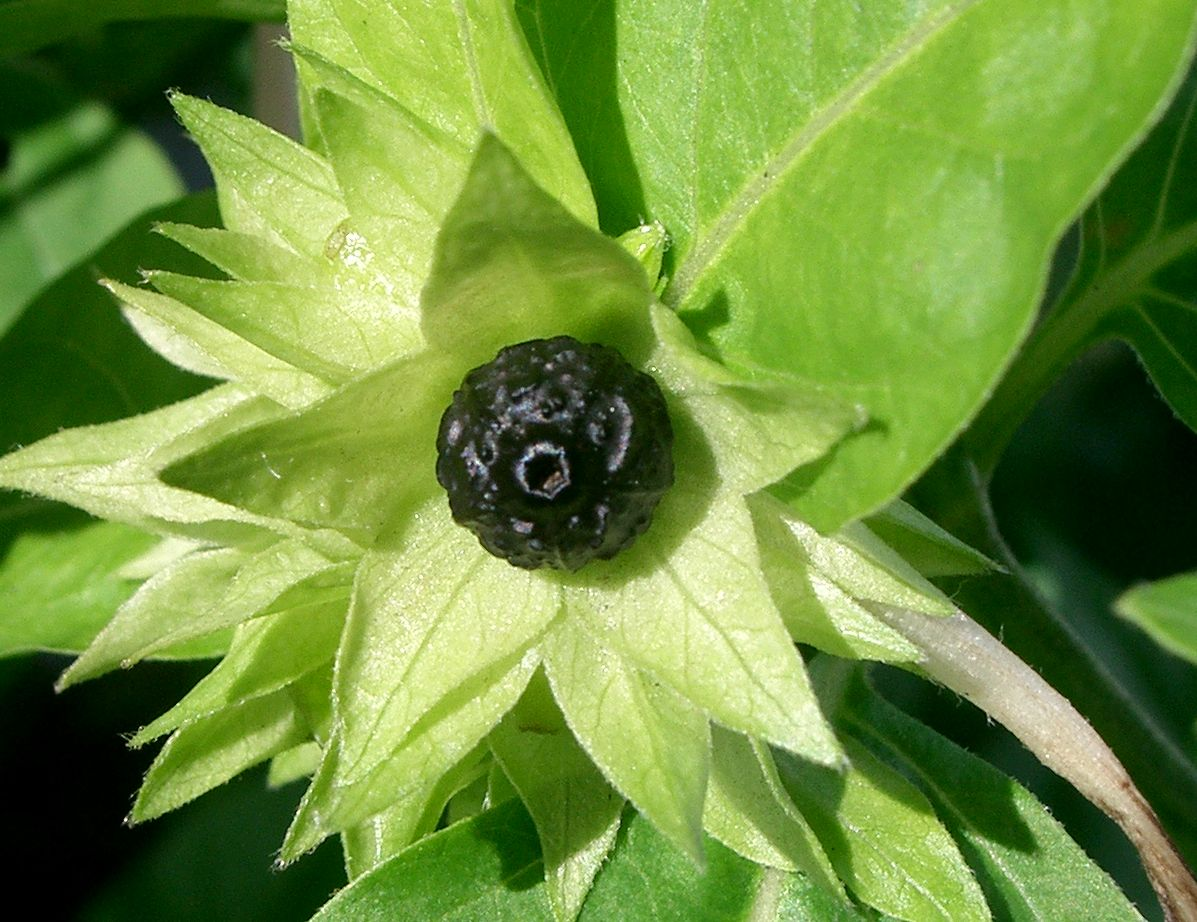
Il frutto

La propagazione avviene per seme, la moltiplicazione è possibile anche per tuberi oppure per talea. Semina o trapianto dei tuberi si effettuano in primavera.
I semi, neri con superficie rugosa, hanno dimensione di circa 4 mm di diametro e forma che ricorda le bombe a mano, sono tossici: se ingeriti possono generare dolori addominali, nausea e vomito; in alcuni casi anche confusione mentale, delirio e dilatazione delle pupille.
In Italia, in ambiente mediterraneo (temperato caldo), la pianta può facilmente divenire infestante: popola infatti estese superfici di discariche e scarpate stradali, in terreni incolti.

## Studi di genetica
È la pianta tipica presa in considerazione per lo studio dell'ibridazione dei caratteri del colore dei fiori, in quanto ogni singolo fiore può risultare anche composto di settori di colore diverso, o di colore di sintesi dei colori delle piante madri. Fiorisce da luglio a settembre.

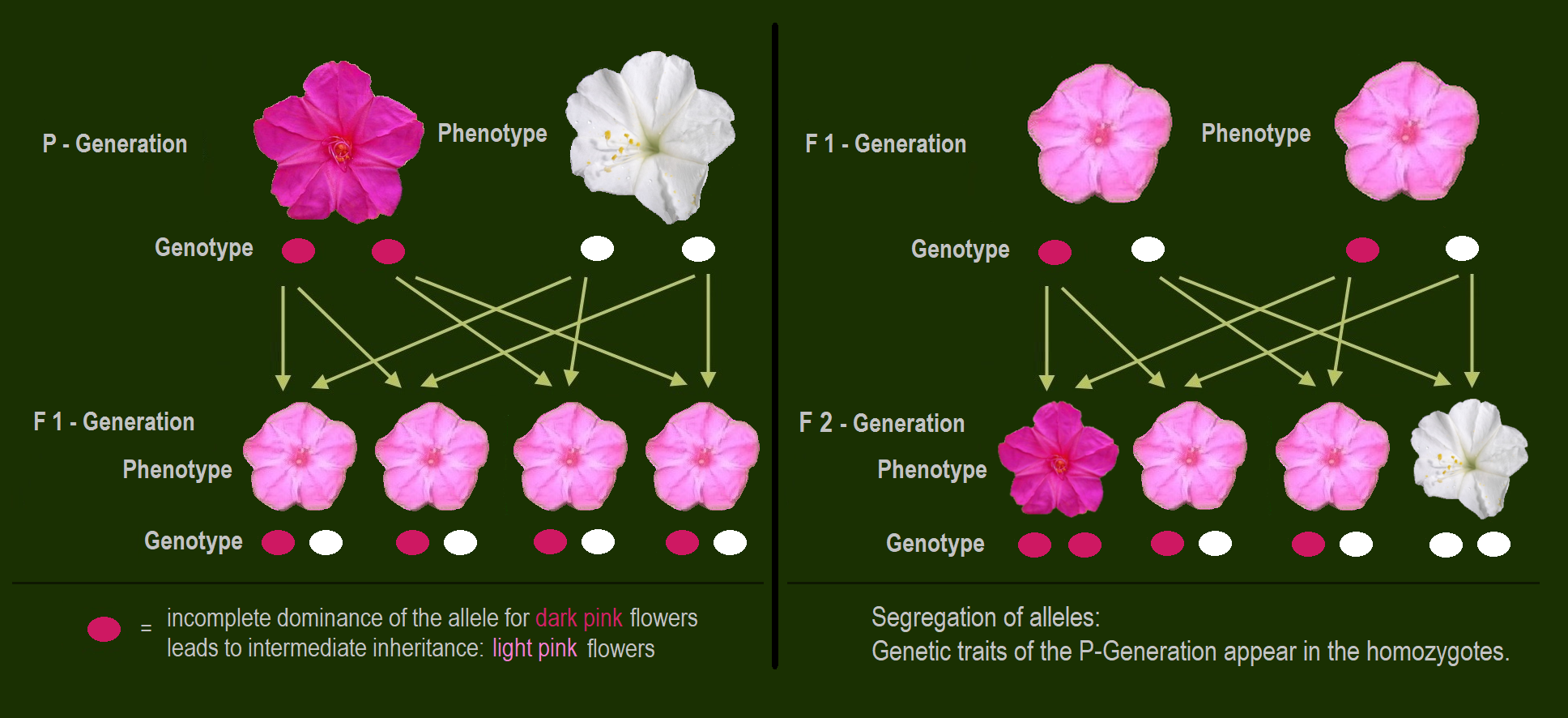
Esempio di dominanza incompleta

Intorno al 1900, il botanico e genetista tedesco Carl Correns (1864-1933) utilizzò la Mirabilis come organismo modello per i suoi studi di eredità citoplasmatica. Utilizzò le foglie variegate per provare che alcuni fattori esterni al nucleo influenzano il fenotipo in maniera non spiegabile con le teorie di Mendel. Correns suppose che il colore delle foglie nella Mirabilis venisse trasmesso in via unigenitoriale.
Ibridando, inoltre, una bella di notte omozigote dominante a fiori rossi con una omozigote recessiva a fiori bianchi, si ottengono piante eterozigote a fiori rosa. Questo fenomeno è interpretato come una eccezione alla legge di Mendel della dominanza, in quanto i due geni, rosso e bianco, hanno la stessa forza, non riuscendo l'uno a dominare completamente sull'altro. Questo fenomeno è noto come dominanza incompleta.